# Verein der Aufsichtspersonen und anderen Präventionsexperten in Deutschland
Der Verein der Aufsichtspersonen und anderen Präventionsexperten in Deutschland ist ein technisch-wissenschaftlicher Verein, der im Bereich der Arbeitssicherheit und des Gesundheitsschutzes tätig ist.
Mitglieder Verein sind Aufsichtspersonen und andere Experten für Arbeitssicherheit der gesetzlichen Unfallversicherungsträger (Berufsgenossenschaften u. ä.) – Berufsverband der Präventionsingenieure.
Der Verein wurde 1894 als Verein Deutscher Revisions-Ingenieure e.V. (VDRI) gegründet.
Der Verein bildet mit dem Verband für Sicherheit, Gesundheit und Umweltschutz bei der Arbeit (VDSI) und dem  Verein Deutscher Gewerbeaufsichtsbeamter (VDGAB) die Fachvereinigung Arbeitssicherheit (FASI). Alle zwei Jahre wird der Deutsche Jugend-Arbeitsschutz-Preis unter dem Dach des Deutschen Arbeitsschutz-Preises (JAZ) ausgelobt. Ideeller Träger des JAZ ist die Fachvereinigung Arbeitssicherheit.
Themen:
- Arbeitssicherheit, Gesundheitsschutz und Prävention.
- Als Berufsverband der Präventionsingenieure
- Lobbyarbeit in der Präventionspolitik.
- bundesweit öffentliche Veranstaltungen zu aktuellen Themen der Prävention
- Weiterbildung der Mitarbeiter der Präventionsdienste.

Halbjährlich erscheint der VDRI-Kurier als Mitgliederzeitung.